# Directie speciale eenheden

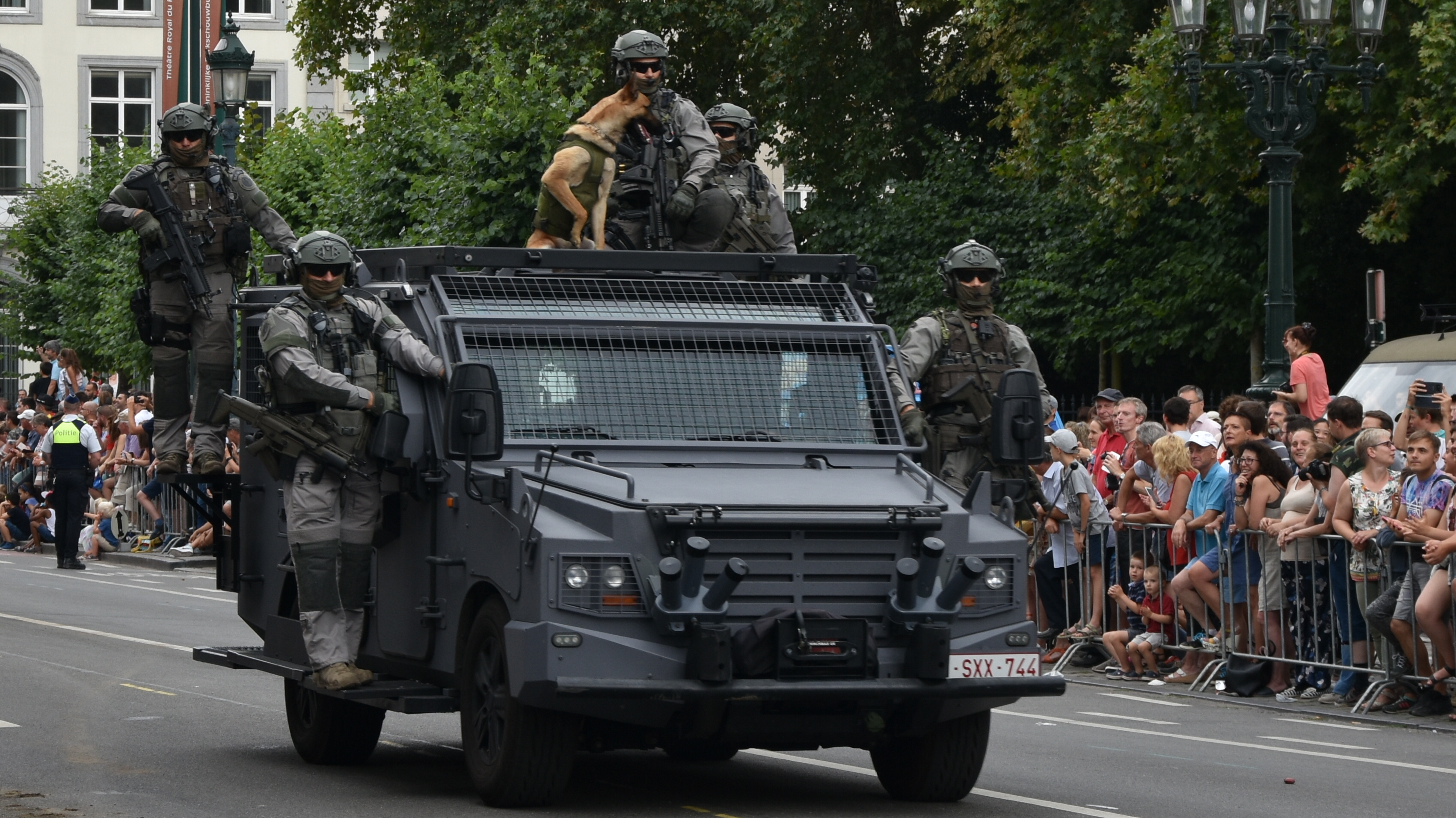
Ares-pantservoertuig van de DSU op het nationaal defilé Brussel van 21 juli 2018

De Directie van de speciale eenheden (DSU) is een eenheid van de Belgische federale politie en is samengesteld uit een aantal centrale en gedeconcentreerde eenheden.
Deze eenheden voeren gespecialiseerde operaties uit die een hoog niveau van specialisatie, tactieken en bijzondere middelen vereisen. De directie hangt af van de Algemene directie van de gerechtelijke politie (DGJ) van de federale politie en heette vroeger Commissariaat Generaal Special Units.
DSU werkt ten voordele van de bevoegde overheden en ten voordele van de federale en de lokale politie.
Ze handelt nooit op eigen initiatief en treedt enkel op na een formele toestemming van een bevoegde gerechtelijke of bestuurlijke overheid, bijvoorbeeld de procureur of de burgemeester.
In totaal telt de Directie van de speciale eenheden 540 personeelsleden waarvan een 60tal bij de Interventie-eenheid "Group Diane".

## Geschiedenis
Binnen de organisatie van de Belgische Rijkswacht, werd in 1972 een speciale interventie-eenheid opgericht. De reden hiervoor waren de dramatische gebeurtenissen op de Olympische Spelen in München. Deze eenheid kreeg de naam Group Diane. Binnen de rijkswacht werd de groep nog herdoopt tot Speciaal Interventie Eskadron (SIE) en werden er eenheden toegevoegd belast met observatie en technische steun. Vervolgens werden de POSA's opgericht en onder eenzelfde commando geplaatst als het SIE.
Bij de politiehervorming in 2002 werd ervoor gekozen om de speciale eenheden te groeperen in een directie, de Directie Speciale Eenheden (DSU). In maart 2006 veranderde de directie van afkorting en werd het Commissariaat Generaal Special Units (CGSU). De eenheid hing rechtstreeks af van de commissaris-generaal van de federale politie. Sinds januari 2015 werd er - omwille van de optimalisatie van de federale politie, waarbij de speciale eenheden vanwege de operationele en gerechtelijke aard van hun werk onder de Algemene directie van de gerechtelijke politie (DGJ) geplaatst werden - opnieuw gekozen voor de naam "Directie van de speciale eenheden", afgekort als "DSU".
Op 18 maart 2024 werden enkele DSU-agenten bij een huiszoeking in Lodelinsart (Charleroi) beschoten door een verdachte van wapen- en drugshandel. Een agent werd gedood en twee anderen geraakten zwaar- en lichtgewond. De schutter kwam zelf ook om.

## Taken
Permanente steun verzekeren aan de federale en de lokale niveaus op het vlak van:
- Bijzondere opsporingstechnieken
- Interventie en aanhouding
- Beveiligingsopdrachten
- Gespecialiseerde technologische steun

en het verlenen van expertise en adviezen.

## Eenheden
De centrale eenheid is gehuisvest te Brussel en bestaat uit enkele gespecialiseerde diensten:
- Observatie-eenheid
- Interventie-eenheid "Group Diane"
- Undercoverteam (UCT)
- National Technical Support Unit (NTSU)

Op gedeconcentreerd niveau zijn er vier pelotons "Protectie, observatie, steun en arrestatie" (POSA):
- POSA Gent
- POSA Antwerpen
- POSA Charleroi
- POSA Luik

Net zoals de centrale eenheid staan zij in voor observatie, bijzondere arrestaties en het verlenen van technische steun.
Bij de interventie-eenheid in Brussel, de Group Diane, heeft men een doorgedreven training en specialisten zoals duikers, scherpschutters, klimmers, ... voor tussenkomsten in de meest delicate situaties zoals ontvoeringen, fort chabrols, gijzelingen en kapingen.
De POSA-eenheden worden hierbij ingezet ter ondersteuning.